# Edelsbrunner Automobile München

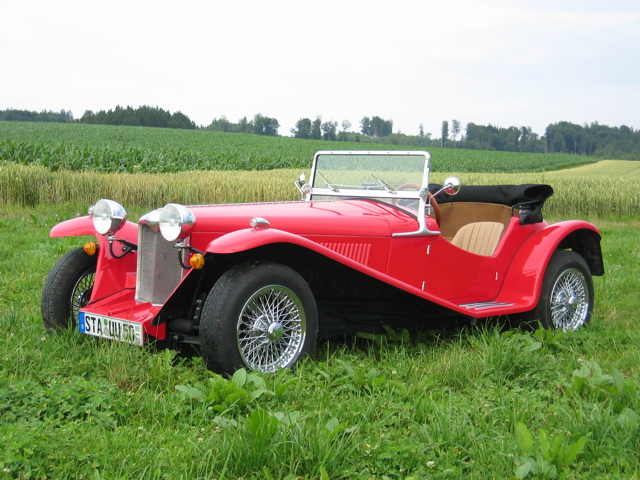
EAM Nuvolari S1

Das Unternehmen Edelsbrunner Automobile München war ein kleines bayerisches Fahrzeugunternehmen mit Firmensitz an der Lerchenstraße 5 in München. Der Markenname lautete EAM.

## Unternehmensgeschichte
Anfang der 1990er Jahre fertigte das Unternehmen zwei Fahrzeugvarianten im Stil der 1930er Jahre in Kleinserie. Inspiriert vom Automobilrennfahrer Tazio Nuvolari, nannte EAM das erste Modell EAM Nuvolari S1. EAM präsentierte dieses Modell 1994 in Anwesenheit der Schwester und anderer Verwandter Tazio Nuvolaris auf einer Automesse in München. Geplant war eine Produktion von 100 Fahrzeugen pro Jahr und der Vertrieb über Auto Becker.

## Modelle

### EAM Nuvolari S1
Dies war ein Roadster, der dem Riley MPH ähnelte. Für den Antrieb sorgten Einbaumotoren von Ford mit wahlweise 1600 cm³, 1800 cm³ und 2000 cm³ Hubraum und 90 bis 136 PS. Der Neupreis betrug zwischen 60.000 DM und 68.000 DM. Das Modell wurde in Kleinserie hergestellt.

### EAM R1 Schorsch Meier
Dies war ebenfalls ein Roadster, der dem BMW 328 ähnelte. Zur Verfügung stand ein Vierzylindermotor von BMW mit 1800 cm³ Hubraum und 120 PS, ein Sechszylindermotor von BMW mit 2000 cm³ Hubraum und 150 PS sowie der aus dem anderen Modell bekannte Ford-Modell mit 2000 cm³ Hubraum und 136 PS Leistung. Der Neupreis betrug in der Basisversion 70.000 DM.